# 小西克哉
小西 克哉（こにし かつや、1954年4月29日 - ）は、日本のテレビ番組司会者、TV番組のコメンテーター、ラジオパーソナリティー、（国際系）ジャーナリスト、通訳、国際教養大学大学院客員教授。英語が達者で、アメリカ合衆国（の政治や社会状況など）についての解説を得意としている。
大阪府出身。小・中学生の頃から趣味としてNHKの語学講座で「耳コピ」で5カ国語ほど学習していた。高校時代にAFS交換留学制度によりアメリカへ留学。府内の高校卒業後、東京外国語大学入学。同大学在学中の頃から通訳の仕事を始めた。
1977年、サイマルインターナショナル 所属の英語通訳として、国連国際刑法セミナーや国連都市会議の通訳、また官庁や企業等の会議通訳を担当。
東京外国語大学 大学院地域研究科修士課程 修了（＝卒業）。
英語通訳をしていたことが縁となり、1984年に放送開始したテレビ朝日の「CNNデイウォッチ」の司会者となる。1989年4月から放送された（テレビ朝日系列の）サンデープロジェクトの初代総合司会も務めた。（同番組の総合司会降板後も、国内外において大きな出来事が起きたり、アメリカ大統領選挙直前になると不定期に同番組に出演）CNNデイウォッチ司会は1989年3月26日まで務める。翌1990年に放送開始されたCNNデイブレイクで再びキャスター役を番組終了まで担当。1993年「報道特番ビルクリントン大統領就任式」のメインキャスター。TBSラジオで1995年4月10日から2019年3月29日まで放送の「荒川強啓 デイ・キャッチ!」では、放送開始から1997年9月まで木曜日のコメンテーターを務めた。その後、2001年10月1日から2009年3月27日まで放送された「ストリーム」のパーソナリティーを松本ともこと共に務めた後、同番組放送終了直後である翌週3月31日、再び「デイキャッチ」に火曜日のコメンテーターとして12年ぶりに復帰し、同番組放送終了まで丸10年（通算12年半）にわたり務めた。
2010年8月～2011年4月、約2ヶ月に1回のペースで阿佐ヶ谷ロフトAにおいて武田一顕 とのトークショー「憂国漫談！ニュースさかさメガネ」を行っていた。なお、　2016年のアメリカ大統領選挙では、数週間にわたりアメリカに取材活動を行った。1998年4月～2011年3月、亜細亜大学国際関係学部客員教授（平成21年度以降は非常勤講師）を務め、「国際報道論」や「英語で学ぶ地域研究」などを担当した。2009年からは国際教養大学客員教授に就任し、現在に至る。大学においては「国際ニュースの実践的聴取」、「国際ニュースのディベート」などの講義を開講しているほか、大学院向けに通訳技法などの講義やセミナーを担当している。

## 出演番組
テレビ
| 期間       | 期間      | 番組名                                       | 役職                                                                               |
| ---------- | --------- | -------------------------------------------- | ---------------------------------------------------------------------------------- |
| 1984年4月  | 1989年9月 | CNNデイウォッチ（テレビ朝日）                | キャスター                                                                         |
| 1988年9月  | 1989年3月 | 笑っていいとも!（フジテレビ）                | 火曜日クイズコーナーのレギュラー解答者                                             |
| 1989年4月  | 1989年9月 | ニュースシャトル（テレビ朝日）               | 『小西克哉のNews Clip』担当キャスター                                              |
| 1989年4月  | 1989年9月 | サンデープロジェクト（テレビ朝日・朝日放送） | 総合司会                                                                           |
| 1989年10月 | 1990年3月 | CNNモーニング（テレビ朝日）                  | 月曜日メインキャスター                                                             |
| 1989年10月 | 1990年3月 | CNNモーニングEnglish Shower（テレビ朝日）    | 月曜日メインキャスター                                                             |
| 1990年4月  | 1993年3月 | CNNデイブレイク（テレビ朝日）                | 月～木曜日メインキャスター ※1991年9月までは、同日の『ANNニュースフレッシュ』を兼務 |
| 1991年4月  | 1994年3月 | ニュースフロンティア（テレビ朝日）           | サブキャスター                                                                     |
| 1993年4月  | 1994年3月 | CNNデイブレイク（テレビ朝日）                | 月～水曜日メインキャスター                                                         |
| 1993年10月 | 1997年9月 | 週刊地球テレビ（テレビ朝日）                 | キャスター                                                                         |
| 1994年4月  | 1994年9月 | CNNデイブレイク（テレビ朝日）                | 水～金曜日メインキャスター                                                         |
| 1994年10月 | 1996年9月 | 朝イチ!N天CNN（テレビ朝日）                  | メインキャスター                                                                   |
| 1996年3月  | 2000年3月 | 恋のから騒ぎ（日本テレビ）                   | 『ご卒業スペシャル』審査委員担当                                                   |
| 1996年4月  | 1997年3月 | メトロポリタンジャーニー（フジテレビ）       | 旅の提案者『トラベルプランナー』レギュラー出演                                     |
| 1999年4月  | 2004年3月 | アクセスNOW（tvk）                           | 司会                                                                               |
| 2005年4月  | 2012年3月 | TVウワサの真相（朝日ニュースター）           | レギュラー出演                                                                     |
| 2010年10月 | 2012年3月 | よい国のニュース（BS日テレ）                 | キャスター                                                                         |
| 2011年10月 | 2022年3月 | キャスト（朝日放送→朝日放送テレビ）          | 月曜日コメンテーター                                                               |
| 2015年10月 | 現在      | 羽鳥慎一モーニングショー（テレビ朝日）       | 不定期でのコメンテーター                                                           |
| 2016年1月  | 2020年9月 | おはようコールABC（朝日放送→朝日放送テレビ） | 火曜日ニュースコメンテーター                                                       |

ラジオ
- 荒川強啓 デイ・キャッチ!（TBSラジオ) - 火曜日デイキャッチャー
- 中西一清スタミナラジオ（RKBラジオ） - 金曜日コメンテーター
- 小西克哉のなんだ?なんだ!（文化放送）
- ストリーム（TBSラジオ）
- 斉藤一美 ニュースワイドSAKIDORI!（文化放送） - 火曜日コメンテーター（2020年3月31日 - 2022年3月22日）

## 著書
- 『「アカデミー賞」の英語―名画に学ぶ、泣かせ方、口説き方、笑わせ方』 光文社、1991年3月。ISBN 9784334005061
- Paul McLean・竹前文夫共著 『新世界秩序』 桐原書店、1992年1月。ISBN 9784342700804
- 日本放送協会編 『小西克哉のインタビューズ・オン・ジャパン』 日本放送出版協会、2001年1月。ISBN 9784141879589
- 『小西克哉の初級バイリンブック』 桐原書店、2004年12月22日。ISBN 9784342788680

## 作詞提供
- TOUGH BANANA「Social Construction Of Reality」 - アルバム『TOUGH BANANA』収録曲。